# Псьоли
Псьоли — козацько-старшинський, згодом — дворянський рід, що походить від Василя П., знатного військового товариша. Його син — Григорій Васильович (р. н. невід. — п. до 1759) — орлянський сотник (1740–47). Старший син Григорія — Федір Григорович (бл. 1739 — до 1788) — посідав уряд бунчукового товариша, середній — Петро Григорович (р. н. невід. — п. бл. 1800) — шаповалівський сотник (1779–82), молодший — Михайло Григорович (р. н. невід. — п. до 1809) — остерський сотник (1774–85). До цього роду належали: Василь Федорович (1770 — до 1839), відставний поручик, відомий своїми перекладами із французької мови; Степан Степанович (1833–91), агроном і громадський діяч, голова Новгород-Сіверського з'їзду мирових суддів; сестри — Олександра Іванівна (1817–87), поетеса, автор ліричних і патріотичних творів, подруга княжни В.Рєпніної й приятелька Т.Шевченка, та Глафіра Іванівна (1823–86), у шлюбі Дунін-Борковська, художниця, подруга княжни В.Рєпніної та Т.Шевченка; Микола Михайлович (1863—1933), дійсний статський радник, керуючий Київським удільним округом (1914–17).
Рід внесений до 2-ї частини Родовідної книги Черніг. губернії.